# Monte Specie
Il Monte Specie (2.307 m s.l.m. - Strudelkopf in tedesco) è una montagna delle Dolomiti di Braies nelle Dolomiti. Si trova in provincia di Bolzano tra la Val di Landro e la Valle di Braies, poco più a sud rispetto al Picco di Vallandro.

## Accessi
Per raggiungere la cima esistono principalmente tre possibilità:
- da Landro (Höhlenstein), lungo la val Chiara, in tre ore lungo il sentiero n. 34;
- dal parcheggio Prato Piazza (Plätzwiese), 1950 m, in meno di due ore lungo i sentieri n. 37 e 34;
- da Carbonin (Schluderbach), in tre ore lungo i sentieri n. 37 e 34.

In ogni caso tutti i tre sentieri raggiungono un'unica forcella dalla quale in 20 minuti si raggiunge la croce di vetta.

## Rifugi
Nei pressi della cima si trova il Rifugio Vallandro.